# Yakouren
Yakouren (în arabă اعكورن) este o comună din provincia Tizi Ouzou, Algeria.
Populația comunei este de 12.203 locuitori (2008).